# Вітаємо в Сараєві
«Вітаємо в Сараєві» — воєнна драма 1997 року англійського режисера Майкла Вінтерботтома.

## Сюжет
Британська та американська знімальні групи приїхали в зруйноване Сараєво, щоб вести репортажі. Гендерсон готував матеріал в одному з притулків для дітей неподалік від лінії фронту. Ніна займалася евакуацією кількох дітей. Майкл вирішує врятувати дівчинку від війни: незаконно вивезти до себе в Англію.  

## У ролях
| Актор           | Роль                |
| --------------- | ------------------- |
| Стівен Діллейн  | Майкл Гендерсон     |
| Вуді Гаррельсон | Джиммі Флінн        |
| Маріса Томей    | Ніна                |
| Еміра Нусевич   | Еміра               |
| Керрі Фокс      | Джейн Карсон        |
| Горан Вішніч    | Рісто Бавич         |
| Джеймс Несбіт   | Грегг               |
| Емілі Ллойд     | Енні Мак-Джи        |
| Френк Діллейн   | Крістофер Гендерсон |

В епізодичній ролі безіменної пекарки виступила Майда Тушар.

## Створення фільму

### Виробництво
Зйомки фільму проходили в Боснії і Герцеговині, Македонії та Хорватії.

### Знімальна група
- Кінорежисер — Майкл Вінтерботтом
- Сценарист — Френк Коттрелл Бойс
- Кінопродюсери — Ісмет Арнауталік, Грем Бродбент, Деміан Джонс
- Композитор — Едріан Джонстон
- Кінооператор — Даф Гобсон
- Кіномонтаж — Тревор Вейт
- Художники-постановники — Марк Гераті, Кемал Хрустанович
- Артдиректори — Кемал Хрустанович, Давід Мінті
- Художник по костюмах — Дженті Ятс
- Підбір акторів — Ванесса Перейра, Сімон Перейра Гінд[2].

### Саундтреки
| Виконавець               | Назва пісні                             | Автори                                                   |
| ------------------------ | --------------------------------------- | -------------------------------------------------------- |
| Blur                     | «Eine Kleine Lift Musik»                | Деймон Албарн, Грем Коксон, Алекс Джеймс, Дейв Раунтрі   |
| Massive Attack           | «Wire / End Title»                      | Роберт Дель Наджа, Ґрант Маршалл, Сара Джей, Ендрю Ваулз |
| The Rolling Stones       | «Waiting on a Friend»                   | Мік Джаггер, Кіт Річардс                                 |
| Боббі Макферрін          | «Don't Worry Be Happy»                  | Боббі Макферрін                                          |
| Happy Mondays            | «Donovan»                               | Шон Райдер, Пол Райдер, Марк Дей, Пол Девіс              |
| Teenage Fanclub          | «It's A Bad World»                      | Реймонд Мак-Гінлі                                        |
| The Stone Roses          | «I Wanna Be Adored»                     | Джон Сквайр, Ієн Браун                                   |
| Groupa Dollar            | «Eve Of Destruction»                    | Філ Ф. Слоан                                             |
| The House of Love        | «Shine On»                              | Гай Чедвік                                               |
| Ван Моррісон             | «Way Young Lovers Do»                   | Ван Моррісон                                             |
| Bob Marley & The Wailers | «So Much Trouble In The World»          | Боб Марлі                                                |
| Дадо Джиган              | «Kad ja pođoh na Bembašu»               |                                                          |
| Ремо Джадзотто           | «Adagio in G Minor for Strings & Organ» | Ремо Джадзотто                                           |
| Ремо Джадзотто           | «Adagio in G Minor for Strings & Organ» | Томазо Джованні Альбіноні                                |

## Сприйняття

### Критика
Фільм отримав позитивні відгуки. На сайті Rotten Tomatoes оцінка стрічки становить 80 % на основі 28 відгуків від критиків (середня оцінка 7/10) і 74 % від глядачів із середньою оцінкою 3,5/5 (5 075 голосів). Фільму зарахований «стиглий помідор» від кінокритиків та «попкорн» від глядачів, Internet Movie Database — 6,9/10 (6 196 голосів), Metacritic — 72/100 (24 відгуки критиків) і 6/10 від глядачів (7 голосів).

### Номінації та нагороди
| Нагороди та номінації фільму «Ідеальний день» | Нагороди та номінації фільму «Ідеальний день» | Нагороди та номінації фільму «Ідеальний день» | Нагороди та номінації фільму «Ідеальний день» | Нагороди та номінації фільму «Ідеальний день» | Нагороди та номінації фільму «Ідеальний день» |
| Рік                                           | Кінофестиваль/кінопремія                      | Категорія/нагорода                            | Номінант                                      | Результат                                     |                                               |
| --------------------------------------------- | --------------------------------------------- | --------------------------------------------- | --------------------------------------------- | --------------------------------------------- | --------------------------------------------- |
| 1997                                          | Каннський кінофестиваль                       | Золота пальмова гілка                         | Майкл Вінтерботтом                            | Номінація                                     |                                               |
| 1997                                          | Міжнародний кінофестиваль у Чикаго            | «Золотий Г'юго»                               | Майкл Вінтерботтом                            | Номінація                                     |                                               |
| 1997                                          | Національна рада кінокритиків США             | Особлива згадка                               | Майкл Вінтерботтом                            | Перемога                                      |                                               |